# Хермечвиль-Штаффельн
Хермечвиль-Штаффельн (нем. Hermetschwil-Staffeln) — населённый пункт в Швейцарии, входит в состав коммуны Бремгартен округа Бремгартен в кантоне Аргау.
Население составляет 1095 человек (на 31 декабря 2007 года).
До 2013 года был самостоятельной коммуной (официальный код — 4069). 1 января 2014 года присоединён к коммуне Бремгартен.